# 2004 en sociologie
| Années de la sociologie : 2001 - 2002 - 2003 - 2004 - 2005 - 2006 - 2007    |
| Décennies de la sociologie : 1970 - 1980 - 1990 - 2000 - 2010 - 2020 - 2030 |

Cet article présente les événements de l'année 2004 dans le domaine de la sociologie.

## Publications

### Livres
- Philippe Amiel, Ethnométhodologie appliquée. Éléments de sociologie praxéologique, Paris, Presses du Lema/Université Paris 8
- Jean Baubérot (dir), La Laïcité à l'épreuve. Religions et Libertés dans le monde, Encyclopædia Universalis
- Jean Baubérot, Dounia Bouzar, Jacqueline Costa-Lascoux, Le voile que cache-t-il ?, L'Atelier
- Rodney Benson, Erik Neveu (codir), Bourdieu and the Journalistic Field, Polity Presse, Cambridge
- Eamonn Carrabine, Criminology
- Carricaburu D., Menoret M., Sociologie de la santé. Institutions, professions et maladies, Paris : Armand Colin
- Annie Collovald, Erik Neveu, Lire le noir. Enquêtes sur les lecteurs de récits noirs, Bibliothèque publique d'information, Paris
- Colin Crouch, Post-Democracy
- Alain Degenne, Michel Forsé, Les réseaux sociaux, Armand Colin, 1re éd. 1994, 295 p.  (ISBN 978-2-200-26662-2)
- Jean-Pierre Esquenazi, Sociologie des publics, La Découverte
- Jean-Pierre Gaudin, L’action publique. Sociologie et politique, Presses de sciences po – Dalloz
- Nacira Guénif-Souilamas et Éric Macé, Les féministes et le garçon arabe, La Tour-d'Aigues, Éditions de l'Aube, coll. « Monde en cours/Intervention », 2004, 106 p. (ISBN 978-2-7526-0022-6 et 2-7526-0022-4)
- Paul Gilroy, After Empire: melancholia or convival culture
- David Goodhart, Discomfort of Strangers
- Christine Guionnet, Erik Neveu, Féminins / Masculins. Sociologie du genre, Amand Colin (U2), Paris
- Johan Heilbron, Rémi Lenoir, Gisèle Sapiro, Pour une histoire des sciences sociales, Éditions Fayard, collection « Histoire de la pensée », 394 p.
- Nathalie Heinich, J.M. Schaeffer, Chambon Jacqueline, Art création - Fiction entre sociologie et philosophie
- Nathalie Heinich, Les ambivalences de l'émancipation féminine, Albin Michel
- Shirley Lacasse, Le travail des danseuses nues : au-delà du stigmate, une relation de service marchand
- Lilian Mathieu, Comment lutter ? Sociologie et mouvements sociaux, éd. Textuel, 206 p.
- Mercklé P., Les origines de l’analyse des réseaux sociaux, Working Paper, CNED, École normale supérieure - Lettre et sciences humaines
- Nicolas Molfessis, L'imagination du juge, Mélanges Jean Buffet, Dalloz, (collab. G. Canivet)
- Nicolas Molfessis, Discontinuité du droit et sécurité juridique, Louisiana Law Review
- Nicolas Molfessis, « Max Weber et l'enseignement du droit » in La sociologie du droit de Max Weber, PUF
- Laurent Mucchielli, Mythes et histoire des sciences humaines, Paris, Éditions La Découverte
- Erik Neveu, Sociologie des mouvements sociaux, La Découverte (Repères), Paris, 1re éd. 1996 (4e édition en 2004)
- Erik Neveu, Sociologie du journalisme, La Découverte (Repères), Paris, 1re éd. 2001, 2e édition en 2004
- Serge Proulx, La révolution Internet en question, Québec-Amérique, Montréal
- George Ritzer, Globalisation or Nothing
- Moisés Espírito Santo, Cinco Mil Anos de Cultura a Oeste — Etno-História da Religião Popular numa Região da Estremadura, Lisboa, Assírio & Alvim, Colecção Peninsulares/Especial, 535 p.

### Articles
- Choffoleau Y. et C. Laporte, « La formation des prix : le marché des vins en Bourgogne », Revue française de sociologie, n° 45 (4), pp. 653-680
- Cultures et conflits, n° 53, Surveillance politique. Regards croisés, printemps
- Cultures et conflits, n° 54, Approches critiques de la Sécurité. Une perspective canadienne, été
- Cultures et conflits, n° 55, Prison et résistances politiques. Le grondement de la bataille, automne
- Cultures et conflits, n° 56, Militaires et sécurité intérieure. L’Irlande du Nord comme métaphore, hiver

### En ligne
- Sarah Fosse, Sociologie de l'art contemporain. L'œuvre de Nathalie Heinich, DESS Ingénierie documentaire, Enssib, Lyon, 80 p. [PDF]
- Lire en ligne : Aurore Merle, « Vers une sociologie chinoise de la "civilisation communiste" », Perspectives chinoises, n° 81, Janvier - Février 2004, page n°4 (Centre d’Etudes Français sur la Chine contemporaine, www.cefc.com.hk)

## Décès
- 9 octobre : Bryan Ronald Wilson (né le 25 juin 1926), lecteur (Reader) honoraire en sociologie britannique.

## Autres
- Gautié J., Les développements récents de l’économie face à la sociologie : fécondation mutuelle ou nouvel impérialisme ?, Communication au premier congrès de l’association française de sociologie, Paris, Février
- Laurent Mucchielli devient directeur du (Centre de recherche sociologique sur le droit et les institutions pénales (CESDIP)